# Олдезио (Бреша)
Олдезио је насеље у Италији у округу Бреша, региону Ломбардија. 
Према процени из 2011. у насељу је живело 128 становника. Насеље се налази на надморској висини од 451 м.